# Melaku Worede
Melaku Worede (* 1936 in Shewa, Äthiopien; † 31. Juli 2023) war ein äthiopischer Pflanzengenetiker und Agrarwissenschaftler. Die 1976 in Kooperation mit deutschen Fachleuten gegründete und von ihm ab 1979 geleitete, erste äthiopische Saatgutbibliothek trug wesentlich dazu bei, dass nach der durch extrem lang andauernde Trockenheit verursachten Hungersnot in Äthiopien 1984–1985 verloren gegangene lokale Sorten wieder in die Landwirtschaft zurückgegeben werden konnten. In einem Nachruf im Fachblatt Nature hieß es: „Dank seiner Pionierleistungen ist Äthiopien ein Vorbild für die Erhaltung der biologischen Vielfalt.“
Melaku Worede studierte zunächst Agrarwissenschaften am Alemaya Agricultural College of Ethiopia in Harar (heute: Haramaya University). Nach einem Studienaufenthalt in Schweden ging er 1972 an die University of Nebraska-Lincoln im US-Bundesstaat Nebraska und erwarb den Doktorgrad an der University of California, Berkeley im Fachgebiet Agrarwissenschaften und den Spezialgebieten Genetik und Pflanzenzucht.
1979 wurde ihm in Addis Abeba die Leitung des Plant Genetic Resources Center (heute: Ethiopian Biodiversity Institute, EBI) angetragen, dessen Direktor er bis zu seiner Pensionierung im Jahr 1993 blieb. In wenigen Jahren baute er eine Saatgutbibliothek mit zehntausenden Proben auf, die aus Äthiopien und angrenzenden Regionen stammen: von Kulturpflanzen wie beispielsweise Gerste, Sorghumhirse, Linse, Teff und Kaffee aus lokalen Herkünften. Zudem gibt es heute in Äthiopien mehr als 50 lokalen Saatgut-Sammlungen. 1993 war er Mitbegründer von Seeds of Survival, einem Programm der zivilgesellschaftlichen Initiative SeedChange zur Erhaltung der pflanzengenetischen Vielfalt, die das überlieferte Wissen der Bauern mit westlicher Wissenschaft und Technologie zu verbinden versucht.
Melaku Worede wurde 1989 „für ein richtungsweisendes Projekt zur dauerhaften Bekämpfung des Hungers durch den Aufbau eines der besten Zentren der Welt zur Bewahrung von Saatgut und ihren Einsatz zum Erhalt der Artenvielfalt und der Weisheit der afrikanischen Bauern zum Nutzen der gesamten Menschheit“ mit dem Right Livelihood Award ausgezeichnet.

## Belege
1. ↑  Ethiopian Laureate Melaku Worede, renowned conservationist and agronomist, dies at 87
2. ↑  Laureate Dr. Melaku Worede, Pioneer of Biodiversity Conservation, Passes Away. In: addisinsight.net. 31. Juli 2023, abgerufen am 2. August 2023 (englisch).
3. ↑   Regassa Feyissa und Toby Hodgkin: Melaku Worede, crop genetics leader (1936–2023). Plant geneticist who pioneered seed conservation for famine resilience and farmer livelihoods. In: Nature. Band 621, 2023, S. 33, doi:10.1038/d41586-023-02735-x.

| Personendaten    | Personendaten                      |
| ---------------- | ---------------------------------- |
| NAME             | Worede, Melaku                     |
| KURZBESCHREIBUNG | äthiopischer Genetiker und Biologe |
| GEBURTSDATUM     | 1936                               |
| GEBURTSORT       | Shewa, Äthiopien                   |
| STERBEDATUM      | 31. Juli 2023                      |